# جيرار بونيت
جيرار بونيت (بالفرنسية: Gérard Bonnet)‏ (و. 1934 – م) هو محلل نفسي، من فرنسا، ولد في ليل.